# Seaca (gmina w okręgu Aluta)
Seaca – gmina w Rumunii, w okręgu Aluta. Obejmuje tylko jedną miejscowość Seaca. W 2011 roku liczyła 2061 mieszkańców.